# Khachmach
Khachmach est un village de la région de Khodjaly en Azerbaïdjan.

## Population
Elle compte 202 habitants en 2005.